# Homeoura nepos
Homeoura nepos är en trollsländeart som först beskrevs av Selys 1876.  Homeoura nepos ingår i släktet Homeoura och familjen dammflicksländor. Inga underarter finns listade i Catalogue of Life.